# Siamese Singles
Siamese Singles är en samlingsbox med den amerikanska rockgruppen The Smashing Pumpkins, utgiven i juli 1994 på Virgin Records. Boxen innehåller samtliga singlar från bandets andra studioalbum Siamese Dream, alla på 7"-vinyler med 45rpm. Fyra vinyler med en unik b-sida var, förpackade i en lila-färgad box. Dessa b-sidor är endast utgivna på denna utgåva. Boxen är begränsad till 6 000 exemplar.

## Innehåll
Alla låtar är skrivna av Billy Corgan om ej annat anges.
Cherub Rock
1. Cherub Rock – 4:59
2. Purr Snickety – 2:50

Today
1. Today – 3:22
2. Apathy's Last Kiss – 2:42

Disarm
1. Disarm – 3:17
2. Siamese Dream – 2:38

Rocket
1. Rocket – 4:06
2. Never Let Me Down Again (Depeche Mode-cover) – 4:01

## Medverkande
- Billy Corgan – sång, gitarr
- James Iha – gitarr
- D'arcy Wretzky – bas
- Jimmy Chamberlin – trummor

## Övrigt
- I denna box är samtliga vinyler svarta. Som separata 7" vinyler dock är Cherub Rock genomskinlig, Today är röd, Disarm är lila och Rocket är ljus rosa.